# Arthur Schnitzler
Arthur Schnitzler (Bécs, 1862. május 15. – Bécs, 1931. október 21.) osztrák orvos, drámaíró. A bécsi modernizmus egyik legjelentősebb képviselője. A művei, amelyek között pszichológiai drámák és elbeszélések is megtalálhatók, a századforduló bécsi polgári életét mutatják be, így az 1900 körüli bécsi társadalom éles és stílustudatos krónikásává tették.

## Élete
Schnitzler apja ismert laringológus (gégész) orvosprofesszor volt és egyben az Internationale Klinische Rundschau (Nemzetközi Klinikai Körkép) – egy nagy hírű szakmai lap szerkesztő-kiadója is. Arthur Schnitzler már orvostudományi tanulmányai alatt is írt cikkeket és recenziókat ebben a lapban. Miután befejezte az egyetemet, szakasszisztens, majd ideggyógyász lett. A számtalan tanulmány, amit orvosi tevékenységéből kifolyólag olvasott és írt, kimeríthetetlen forrásnak bizonyult később az író Arthur Schnitzler számára.
Apja halála után – 1893-ban – felmondott a klinikán, és megnyitotta saját rendelőjét, először a Burgring 1. szám alatt (I. ker., Belváros), majd a Frankgasse 1. szám alatt (IX. ker., Alsergrund). 1895-ben posztumusz jelent meg az apja által hátrahagyott Klinischer Atlas der Laryngologie című mű, amelynek megírásában Schnitzler is közreműködött. 1890-től kezdve barátaival, Hugo von Hofmannsthallal és Richard Beer-Hofmann-nal a Junges Wien (Fiatal Bécs) irodalmi csoportjának fő képviselői közé tartozott, akiknek a Griensteidl kávézó volt a kedvelt találkozóhelye. Schnitzler azonban szívesen látogatta a Kärtner Straße 61. szám alatti Leidinger éttermet is, és jól ismerte Sigmund Freudot. Ő volt az Osztrák–Magyar Monarchia társadalmának és annak századforduló körüli fejlődésének egyik legjelentősebb kritikusa.

## Munkássága
1900-ban megjelent Sigmund Freud Traumdeutung című műve, Gustav Klimt megfestette A csók című képét illetve Karl Kraus elindította a Fackel című folyóiratát. Ekkor Schnitzler már negyven éve Bécsben lakott, orvos volt, letöltötte sorkatonai szolgálatát, doktorált, és többször beszélgetett Freuddal is. Ebben az évben jelent meg első műve Leutnant Gustl (Gustl hadnagy). Ezzel egy csapásra híres lett, de bíróság elé idézték, mert "Die Ehre und das Ansehen der österreich.-ung. Armee geschädigt und herabgesetzt [hat]." (Az osztrák-magyar hadsereg becsületét és hírét rontotta és rossz fényben tüntette fel.) Tiszti rangját 1901-ben ennek következtében elvesztette. Színpadi íróként szintén sikeres és vitatott volt. Az 1903-as Der Reigen (A körtánc) című művét a kritikák utóbb túlságosan pornografikusnak ítélték, pedig a könyv csak magánkiadásban jelent meg. A botrány azonban mégsem maradt el. A berlini ősbemutatót megakadályozta a cenzúra, majd Schnitzler betiltotta a további előadásokat. Az ezt követő időben fokozatosan elszigetelődött testi és lelki problémái miatt. Utolsó éveiben főként elbeszéléseket írt, amelyekben a századforduló körül élő egyén sorsát mutatta be pszichológiai szempontból.
Saját szerelmi életéről naplójában ezt olvashatjuk " Ich glaube den Frauen erst, wenn ich sie besessen [habe] und dann auch nur, dass ich sie besessen habe [...] Treue ist eine Fiktion – im allerbesten Fall Angst vor Revanche" (A nőknek csak akkor hiszek, ha birtoklom őket, [...] és akkor is csak azt, hogy birtoklom őket. [...] A hűség a képzelet szüleménye – a legjobb esetben is csak a bosszútól való félelem eredménye.) Rengeteg szerelmes levelet címeztek neki, ő viszont általában már a kalandok elején menekült. "Jede Liebesbeziehung hat drei Stadien, die unmerklich ineinander überfließen: das erste, in dem man sich schweigend miteinander glücklich ist; das zweite, in dem man sich schweigend miteinander langweilt, und das dritte, in dem das Schweigen, gleichsam Gestalt geworden, zwischen den Liebenden steht wie ein boshafter Feind." (Minden szerelemnek három fázisa van, amelyek észrevétlenül folynak át egymásba. Az elsőben mindketten szótlanul boldogok, a másodikban mindketten szótlanul unatkoznak, a harmadikban az testet öltött szótlanság úgy áll közöttük, mint gonosz ellenség.) Schnitzler nyugtalansága, meghasonlottsága érződik művei hangvételében. Saját érzéseiről ír, de egy kívülálló távolságtartásával. Mindenkit meghallgat, mindent megfigyel, és feljegyez. Kizárólag naplója személyesebb hangvételű, itt is inkább ironikus, mintsem őszinte. Így ítél önmagáról; "Revolutionär ohne Mut, abenteuerlustig ohne die Fähigkeit, Unbequemlichkeiten zu ertragen – Egoist ohne Rücksichtslosigkeit – und endlich ein Künstler ohne Fleiß – ein Selbskenner ohne Tendenz zur Besserung – ein Verächter des allgemeinen Urteils mit der kleinlichster Empfindlichkeit – so einer ist dazu geboren, alles zu bereuen, was er angefangen..." (Forradalmár vagyok bátorság nélkül, keresem a kalandot anélkül, hogy képes lennék elviselni a kellemetlenségeket, egoista vagyok de kíméletlenség nélkül és végül művész szorgalom nélkül, ismerem magam, de nem akarok megváltozni előnyömre...)
Általános és mindenre kiterjedő szkepticizmusáról mi sem tanúskodik jobban, mint a következő idézet "Ist Gott der Traum der Menscheit? Es wäre zu schön. Ist die Menscheit der Traum Gottes? Es wäre zu abscheulich." (Lehet, hogy Isten az emberiség álma? Csodálatos lenne. Vagy lehet, hogy az emberiség Isten álma? Ez undorító lenne.) Kiváló ismerője volt az emberek – és önmaga – gyöngéinek, hibáinak, de nem hitte, hogy ezen akárcsak a legkevesebbet is lehetne változtatni, sőt a megismerés lehetőségében is kételkedett. "Bewahre uns der Himmel vor dem Verstehen. Es nimmt unserem Zorn die Kraft, unserem Haß die Würde, unserer Rache die Lust und noch unserer Erinnerung die Seligkeit." (Isten ments, hogy képesek legyünk megérteni. Ez elvenné dühünk erejét, gyűlöletünk méltóságát, bosszúvágyunk vágyát, és még a visszaemlékezéstől is a üdvösséget.)
Schnitzler Traumnovelle (Álmok éjszakája) című műve alapján készült Stanley Kubrick 1999-es mozifilmje, a Tágra zárt szemek (Eyes Wide Shut). Schnitzler művei már jóval korábban felkeltették a filmipar érdeklődését. Elsőként a Liebelei (A flört) című színdarabját filmesítették meg 1914-ben, s a későbbiekben is híres filmművészek dolgozták fel újra és újra írásait (pl. Max Ophüls, Liebelei (A flört) (1933), Der Reigen (Körtánc) (1950).

## Schnitzler hagyatéka
Schnitzler halála után, 1931-ben hagyatéka nagy részét bécsi házában hagyták, és ott hozzáférhetővé tették tudományos célokra. Röviddel Ausztriának a  Németországhoz való csatolása előtt, 1938 márciusában az egész anyagot kivitték az országból, és attól kezdve a cambridge-i egyetemi könyvtárban őrzik. Az 1960-as évek elején a cambridge-i hagyatékot Schnitzler fia, Heinrich rendelkezése szerint 37 mikrofilmtekercsre másolták, és két egyesült államokbeli kutatóintézetnek, (Kaliforniai Egyetem, Los Angeles (UCLA) és International Arthur Schnitzler Research Association (IASRA) (Binghamton, New York állam)), valamint a freiburgi Albert-Ludwigs-Universität egyetemnek adták át, ahol ma az Arthur-Schnitzler-Archiv gyűjtemény található.

## Művei

### Elbeszélések, novellák, regények
- Sterben (novella, 1892)
- Blumen (novella, 1984)
- Ein Abschied (novella, 1896)
- Die Frau des Weisen (novella, 1897)
- Der Ehrentag (A nagy nap, novella, 1897)
- Die Toten schweigen (A halottak nem beszélnek, novella, 1897)
- Frau Berta Garlan (Garlan Berta asszony, regény, 1900)
- Leutnant Gustl (Guszti hadnagy, novella, 1900)
- Der blinde Geronimo und sein Bruder (A vak Geronimo és fivére, novella, 1900)
- Andreas Thameyers letzter Brief (novella, 1902)
- Die griechische Tänzerin (novella, 1902)
- Das Schicksal des Freiherrn von Leisenbohg (elbeszélés, 1903)
- Die Fremde (elbeszélés, 1903)
- Die Weissagung (A jóslat, elbeszélés, 1904)
- Das neue Lied (elbeszélés, 1905)
- Der Tod des Junggesellen (Az agglegény halála, elbeszélés, 1907)
- Der tote Gabriel (elbeszélés, 1908)
- Der Weg ins Freie (Út a szabadba, regény, 1908)
- Das Tagebuch der Redegonda (elbeszélés, 1909)
- Der Mörder (elbeszélés, 1910)
- Die dreifache Warnung (elbeszélés, 1911)
- Die Hirtenflöte (A pásztorsíp, elbeszélés, 1911)
- Frau Beate und ihr Sohn (elbeszélés, 1913)
- Doktor Gräsler, Badearzt (elbeszélés, 1917)
- Casanovas Heimfahrt (Casanova hazatér, novella, 1917)
- Fräulein Else (Elza kisasszony, novella 1924)
- Die Frau des Richters (elbeszélés, 1925)
- Traumnovelle (Álmok éjszakája, novella, 1926)
- Spiel im Morgengrauen (Hajnali mérkőzés, novella, 1926/27)
- Therese. Chronik eines Frauenlebens (Therese: egy asszony élete, regény, 1928)
- Abenteurernovelle (novellatöredék, 1928)
- Flucht in die Finsternis (elbeszélés, 1931)

### Színdarabok
- Das Märchen (színmű, 1891)
- Anatol (egyfelvonásos színdarab, 1893)
- Liebelei (A flört, színmű, 1895)
- Reigen. Zehn Dialoge (Körtánc: tíz dialógus, komédia, 1896/97)
- Das Vermächtnis (színmű, 1898)
- Paracelsus (színmű, 1898)
- Der grüne Kakadu (groteszk, 1898)
- Die Gefährtin (dráma, 1898)
- Freiwild (A préda, 1898, Bielefeldi Egyetemi Elektronikus Könyvtár)
- Der Schleier der Beatrice (Beatrice fátyla, dráma, 1899)
- Die Frau mit dem Dolche (dráma, 1900)
- Lebendige Stunden (dráma, 1901)
- Die letzten Masken (dráma, 1901)
- Literatur (dráma, 1901)
- Der einsame Weg (színmű, 1904)
- Zwischenspiel (komédia, 1905)
- Der Ruf des Lebens (Az élet szava, dráma, 1906)
- Komtesse Mizzi oder Der Familientag (színmű, 1909)
- Der junge Medardus (Az ifjú Medardus, színmű, 1909)
- Das weite Land (tragikomédia, 1911)
- Professor Bernhardi (színmű, 1912)
- Komödie der Worte (Szavak komédiája, egyfelvonásos ciklus, 1915)
- Fink und Fliederbusch (Fink és Fliederbusch, komédia, 1916)
- Komödie der Verführung (színmű, 1924)
- Der Gang zum Weiher (dráma, 1926)

### Önéletrajz
- Jugend in Wien (1920, német kiadás: 1968)

### Naplók
- Napló 1879 – 1931 (10 kötet, német kiadás: 1981 – 2000)
- Levelek 1875 – 1912 (német kiadás: 1981)
- Levelek 1913 – 1931 (német kiadás: 1984)

## Magyarul

### 1919-ig
- Körbe-körbe. Tíz párbeszéd; bev. Bródy Sándor; Freund, Bp.–Bécs, 1904
- Út a szabadba, 1-2.; ford. ifj. Gaál Mózes; Révai, Bp., 191? (Klasszikus regénytár)
- Eleven órák; Athenaeum, Bp., 1911 (Modern könyvtár)
- Anatol; ford. Bíró Lajos, Gömöri Jenő; Politzer, Bp., 1911 (Modern könyvtár)
- Az élet szava. Színmű; ford. Salgó Ernő; Nyugat, Bp., 1911 (Nyugat könyvtár)
- Mici grófnő. Vígjáték; ford. Gömöri Jenő; Politzer, Bp., 1911 (Modern könyvtár)
- Ködös lelkek. Elbeszélések; ford. Roboz Andorné; Athenaeum, Bp., 1912 (Modern könyvtár)
- Bátor Kasszián. Bábjáték; ford. Karinthy Frigyes; Eke, Bp., 1912 (Az Új Színpad könyvtára)
- Körtánc. Színmű; ford. Pajzs Elemér; Tevan, Békéscsaba, 1912 (Tevan-könyvtár)
- A hűtlen feleség. Novellák; ford. Franyó Zoltán; Tevan, Békéscsaba, 1912 (Tevan-könyvtár)
- A préda. Színmű; ford. Salgó Ernő; Athenaeum, Bp., 1913 (Modern könyvtár)
- A pásztorfurulya; ford. Telekes Béla Athenaeum, Bp., 1913 (Modern könyvtár)
- Guszti hadnagy és egyéb elbeszélések; ford. Roboz Andorné; Athenaeum, Bp., 1914
- Beata asszony meg a fia. Regény; ford. Pajzs Elemér; Világirodalom, Bp., 1919

### 1920–1944
- Garlan Berta asszony; ford. Vajthó László; Franklin, Bp., 192?
- Dohnányi Ernő: Pierrette fátyola. Némajáték; szöveg Schnitzler Arthur; Operaház, Bp., 192?
- Szavak komédiája. Három egyfelvonásos; ford. Márai Sándor; Athenaeum, Bp., 1920 (Modern könyvtár)
- Álarcok és csodák. Novellák; ford. Turnowsky Rózsi; Kosmos, Marosvásárhely, 1920 (Új könyvtár)
- Garlan Berta asszony; ford. Vajthó László; Franklin, Bp., 1924 (Külföldi regényírók)
- Elza kiasasszony; ford., bev. Benedek Marcell; Dante, Bp., 1925? (Halhatatlan könyvek)
- Álmok éjszakája; ford. Gaál Andor; Pantheon, Bp., 1926 (A regény mesterei)
- Casanova hazatérése; ford. Róna Imre; Pantheon, Bp., 1927 (A Magyar Hírlap regénysorozata)
- Hajnali mérkőzés; ford. Komlós Aladár; Pantheon, Bp., 1927 (Színe-java)
- Teréz. Egy asszony története; Pantheon, Bp., 1929 (A kiválasztottak)
- Út a szabadba; ford. ifj. Gaál Mózes; Genius–Lantos, Bp., 1932

### 1990–
- Körbe-körbe; bev. Bródy Sándor / Kornis Mihály: Körmagyar. Komoly bohózat két részben Arthur Schnitzler Körtánca nyomán; Napra-forgó, Bp., 1990
- Tágra zárt szemek. Álomnovella; ford. Nyársik Beáta; Kalligram, Pozsony, 2000
- A játék; ford. Nyársik Beáta; Kalligram, Pozsony, 2001
- Therese. Egy asszony élete; ford. Nyársik Beáta; Kalligram, Pozsony, 2004
- Drámák; vál., utószó Szakács Emese, ford. Györffy Miklós et al., szerk. Dedinszky Zsófia, Szakács Emese; Európa, Bp., 2004
- A titokzatos asszony. Válogatott elbeszélések; vál. Tatár Sándor, ford. Kurdi Imre, Lukácsy András, Tatár Sándor; Európa, Bp., 2007
- Fink és Fliederbusch. Komédia három felvonásban; ford. Nóti Judit; Aduprint, Bp., 2008

## Kitüntetések
- 1899. március 27.: Bauernfeld-díj
- 1903. március 17.: második Bauernfeld-díj a Lebendige Stunden című műért
- 1908. január 15.: Franz Grillparzer-díj a Zwischenspiel című komédiáért
- 1914. március 27: Raimund-díj a Der junge Medardus (Az ifjú Medardus) című műért
- 1920. október 8.: a bécsi Népszínház díja a Professor Bernhardi című darabért
- 1926. április 23.: a bécsi Várszínház gyűrűje (a Concordia sajtóklub támogatásával)
- 1971. október 21.: mellszobor felavatása a bécsi Várszínházban

## Fordítás
- Ez a szócikk részben vagy egészben a Arthur Schnitzler című német Wikipédia-szócikk ezen változatának fordításán alapul.  Az eredeti cikk szerkesztőit annak laptörténete sorolja fel. Ez a jelzés csupán a megfogalmazás eredetét és a szerzői jogokat jelzi, nem szolgál a cikkben szereplő információk forrásmegjelöléseként.